# Voglio andare al mare/Brava
Voglio andare al mare/Brava è un singolo del cantautore italiano Vasco Rossi, pubblicato l'8 gennaio 1981 come unico estratto dall'album Siamo solo noi.

## Tracce
Testi e musiche di Vasco Rossi.
Lato A
1. Voglio andare al mare - 3:40

Lato B
1. Brava - 4:38

## Formazione

### Voglio andare al mare
- Vasco Rossi - voce
- Maurizio Solieri - chitarra elettrica
- Romano Trevisani - chitarra elettrica
- Claudio Golinelli - basso
- Gaetano Curreri - tastiere
- Lele Melotti - batteria
- Guido Elmi - percussioni

### Brava
- Vasco Rossi - voce
- Maurizio Solieri - chitarra ritmica, chitarra solista
- Claudio Golinelli - basso
- Fio Zanotti - pianoforte, organo
- Lele Melotti - batteria